# Doubravice 1.díl
Doubravice 1.díl (Duits: Dobrawitz 1. Anteil) is een Tsjechische plaats in de gemeente Přestavlky u Čerčan, regio Midden-Bohemen, en maakt deel uit van het district Benešov. Het dorp ligt op 1,5 kilometer afstand van Přestavlky u Čerčan.
Doubravice 1.díl telt 24 inwoners (2021).

## Geografie
Het dorp Doubravice wordt door de Doubravicebeek in tweeën gedeeld. Het eerste deel (1.díl) behoort tot de gemeente Přestavlky u Čerčan; het tweede deel (2.díl) tot de gemeente Vranov.

## Geschiedenis
De eerste schriftelijke vermelding van het dorp dateert van 1444.
Sinds 1960 is Doubravice 1.díl volledig ondergebracht bij het district Benešov. Anno 2025 bestaat het dorp grotendeels uit vakantiehuizen.

## Verkeer en vervoer

### Autowegen
Er leidt een regionale weg naar het dorp.

### Spoorlijnen
Er is geen station in Doubravice 1.díl. Het dichtstbijzijnde station is in Hvězdonice, op zo'n 5,5 kilometer afstand. Dat station ligt aan spoorlijn 212 Čerčany - Sázava - Zruč nad Sázavou - Světlá nad Sázavou. De lijn is enkelsporig en werd in 1901 geopend.

### Buslijnen
Er is geen bushalte in het dorp. De dichtstbijzijnde bushalte is in Bezděkov, op zo'n twee kilometer afstand:
| Halte                     | Lijn(en) | Traject(en)      | Vervoerder(s) |
| ------------------------- | -------- | ---------------- | ------------- |
| Vranov, Bezděkov, Rozchod | 796      | Benešov - Pyšely | CŠAD Benešov  |

## Bezienswaardigheden
- Voormalig kasteel met kapel Stará Dubá in de buurt van het dorp

## Galerij

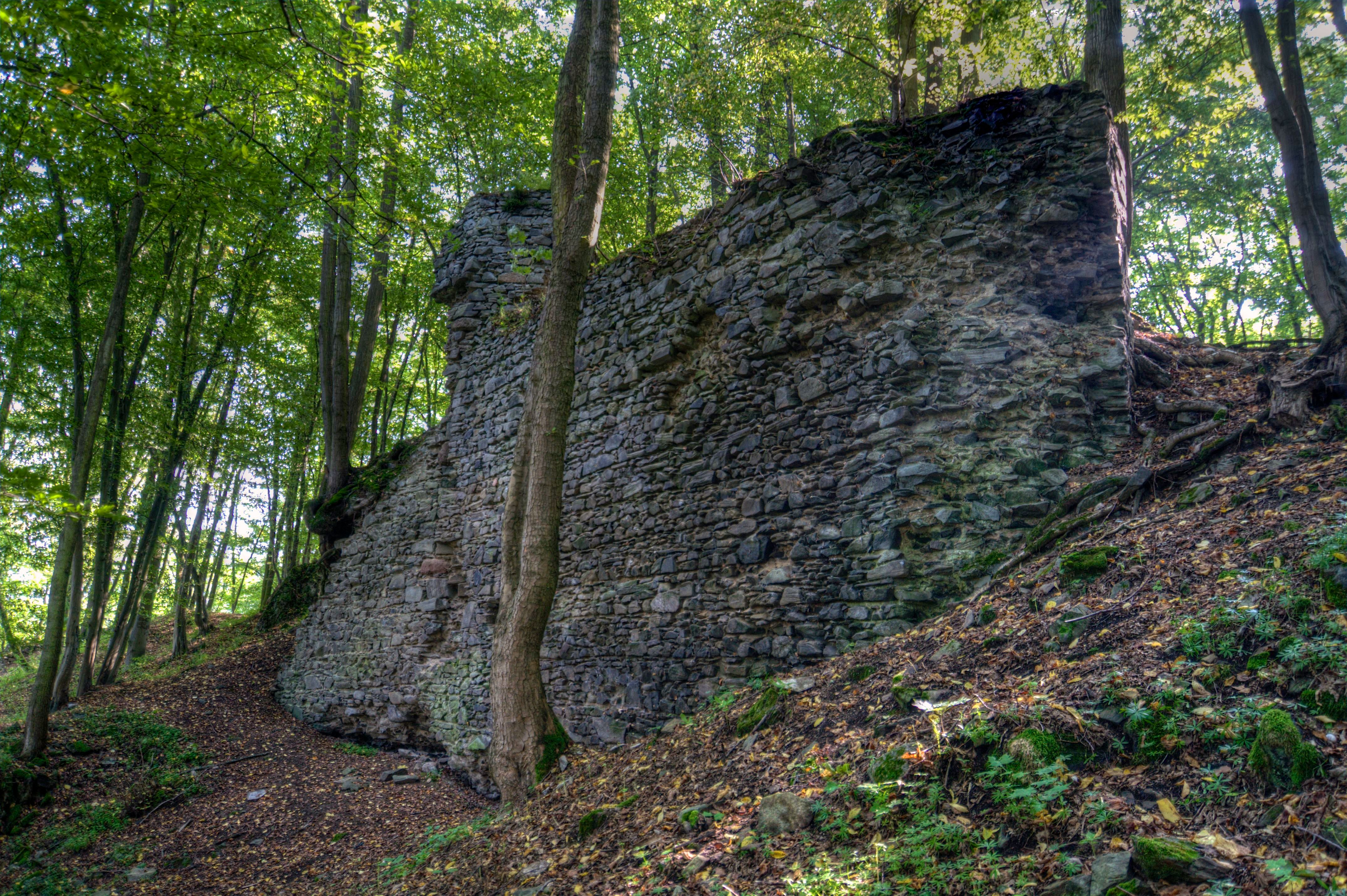
Restant van kapel bij kasteel Stará Dubá (2014)
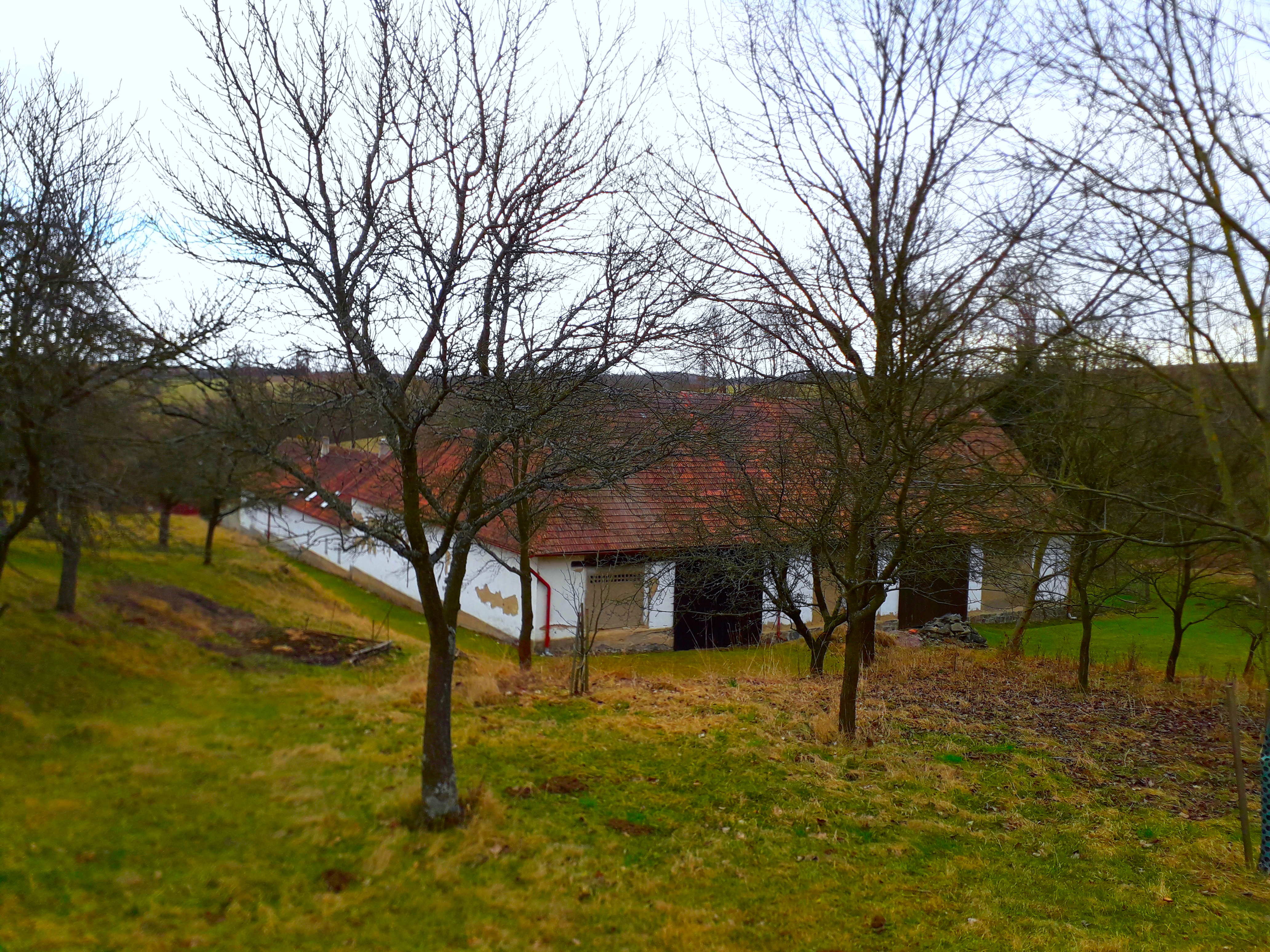
Boerderij in het dorp (2020)